# Desa Ketanggi (administrativ by i Indonesien, lat -7,38, long 110,59)
Desa Ketanggi är en administrativ by i Indonesien.   Den ligger i provinsen Jawa Tengah, i den västra delen av landet, 400 km öster om huvudstaden Jakarta.